# 王和雄
王和雄（1941年9月2日—2022年7月19日），臺灣省臺南縣新市人，法律學者，專長行政法、國家賠償法，曾任中華民國司法院大法官。

## 經歷
年幼時家貧。1959年畢業於省立臺南一中，考入省立臺南師範學校一年制普師科，畢業後三年期間任教於臺南市土城國小、安順國小。1963年考入國立政治大學地政學系，二年級轉系至法律學系，三年級時通過書記官國家檢定考試。1967年畢業為法律學士，應屆參加全國公務人員高等考試司法官考試及格，隨後當兵入伍。1968年退伍，考入國立政治大學法律研究所第一屆。1970年法務部司法官訓練所第九期結業，1974年取得國立政治大學法學碩士學位。1981年赴日本東京大學大學院法學政治學研究科從事公法學研究半年，1992年獲國立政治大學法學博士學位。
自1970年歷任臺灣臺北地方法院候補推事、推事；臺灣臺北地方法院檢察署檢察官、主任檢察官；臺灣高等法院檢察處檢察官；法務部參事、主任秘書、兼司法官訓練所訓導專員、教務組組長、福建金門地方法院檢察處首席檢察官、福建高等法院金門分院檢察署檢察長、最高法院檢察署檢察官。期間，主持草擬《國家賠償法施行細則》，赴美國、日本考察國賠實務運作情形，1988年負責草擬《臺灣地區與大陸地區人民關係條例草案》。1994年起擔任司法院第六屆及2003年就任之大法官共計13年。長年任東吳大學法律學系兼任副教授、國防大學國防管理學院研究所兼任副教授。
　　　　　　　　　

## 著作
- 《赴日本、美國研究國家賠償法報告》
- 《論行政不作為之權利保護》
- 《憲法保障宗教信仰自由之意義與界限》
- 《憲法、行政、民法》

### 期刊論文
- 〈從共犯從屬性說與獨立性說論教唆之未遂與未遂之教唆〉1972年4月
- 〈國家賠償法公有公共設施概念之探討〉1984年7月
- 〈國家賠償法公有公共設施設置或管理欠缺之判斷標準一日本相關學說、判例之介紹、分析與批判〉1985年6月
- 〈公權理論之演變〉1991年6月
- 〈公權與反射利益之區別在訴訟上之適用(上)〉1992年1月
- 〈公權與反射利益之區別在訴訟上之適用(下)〉1992年4月
- 〈行政不作為之違法性(上)〉1992年10月
- 〈行政不作為之違法性(下)〉1993年1月
- 〈違憲審查制度與司法院大法官審理案件法〉2001年4月

## 褒揚令
2022年8月26日，獲總統蔡英文追頒「褒揚令」，褒揚令全文為：

司法院前大法官王和雄，澹泊儒謹，軒秀寅清。少歲卒業國立政治大學法律系，旋即躍登高等司法官考試甲榜，復獲法學碩、博士學位，探綜礱淬，抱志專攻。歷任臺北地方法院推事、地檢署主任檢察官、高檢署檢察官暨金門高分檢署檢察長、最高檢察署檢察官、法務部主任秘書等職，謨慮運帷，迭膺重寄。期間悉力國家賠償法施行，擘劃預算編列事宜；草擬臺灣地區與大陸地區人民關係條例，紓籌兩岸相關首務，審勢揆情，研覃經遠。於出任大法官之際，揭櫫宗教信仰範疇，標揚思想自由保障；殫竭釋法析令要責，闓闡違憲爭議案例，正色直繩，言炳丹青；條分節解，鋒穎精密。公餘潛心筆耕，豐贍淵微，論證透闢，亦執鞭東吳大學、國防大學暨司法官訓練所，啟沃薰沐，茂育群才。曾獲頒一等司法獎章、一等功績獎章暨特等服務獎章等殊榮。綜其生平，盡瘁國人基本權利維護，厚植臺灣民主憲政發展，懋績功業，流金礫石；遺風遐軌，卷帙傳芳。遽聞溘然捐館，軫悼彌殷，應予明令褒揚，用示政府崇禮邦賢之至意。

總　　　統　蔡英文　　　　

行政院院長　蘇貞昌　　　　